# Ernst Zindel

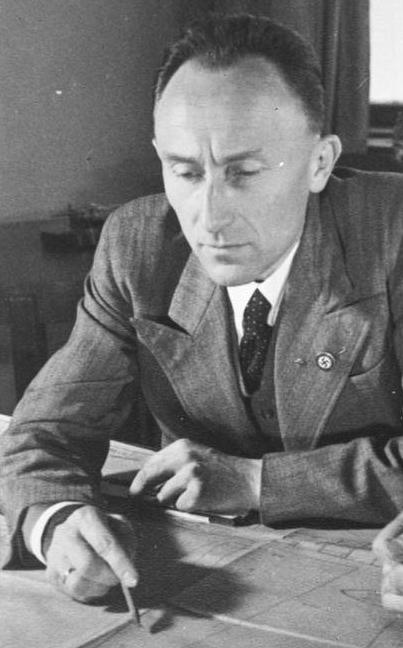
Ernst Zindel, zwischen 1940 und 1942, mit NSDAP-Parteiabzeichen am Revers

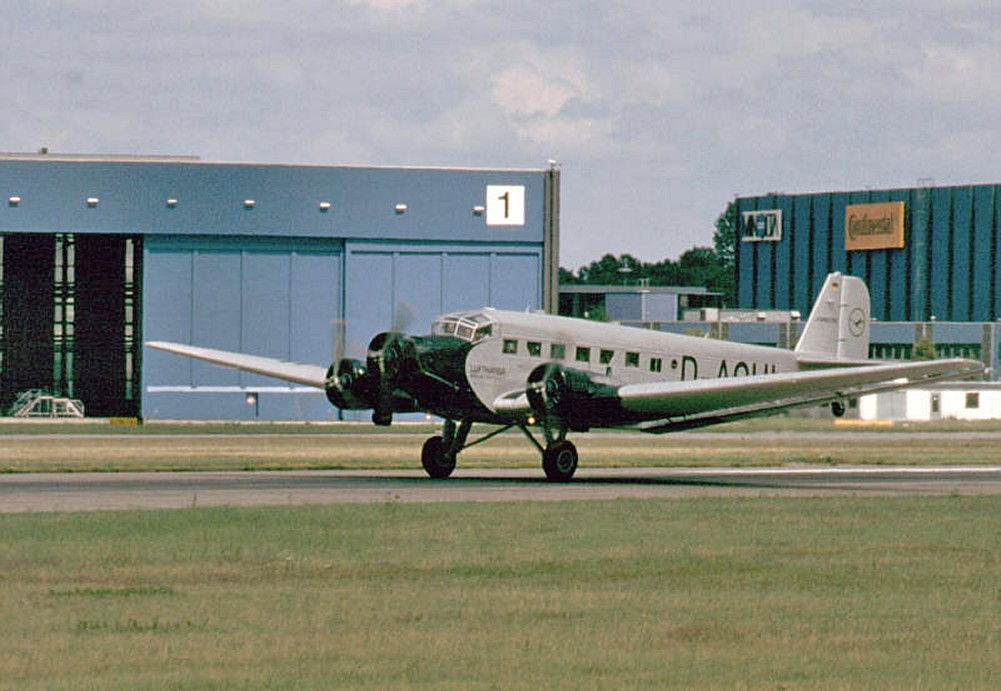
Die von Zindel konstruierte Ju 52

Ernst Zindel (* 23. Januar 1897 in Mistelbach, Oberfranken; † 10. Oktober 1978 in Bad Homburg vor der Höhe) war ein deutscher Ingenieur und Konstrukteur der Ju 52 („Tante Ju“) in ein- und dreimotoriger Version.

## Leben
Zindel trat 1914 als Kriegsfreiwilliger ins bayerische 3. Fußartillerie-Regiment in Ingolstadt ein und wurde 1915 an der Westfront schwer verwundet. Nach seinem Ausscheiden aus der Armee nahm Zindel ein Studium des Schiffbaus an der Technischen Hochschule Berlin auf. Dort war er bis 1920 als Assistent am Lehrstuhl für Schiffbau tätig und legte 1920 seine Diplom-Prüfung in der Fachrichtung Schiffbau ab. Zindel war Mitglied der ATV Cheruscia Charlottenburg Berlin im Akademischen Turnbund.
Am 1. Oktober 1920 nahm Zindel seine Tätigkeit als Konstrukteur bei der Forschungsanstalt von Hugo Junkers auf. 1925 wurde er Leiter der Abteilung Neukonstruktion im Konstruktionsbüro der Junkers Flugzeugwerk AG (JFA). Ab 1928 leitete Zindel die Entwicklung des militärisch durchdachten Flugzeugs J52, das später als Ju 52 in die Luftfahrtgeschichte einging. 1932 wurde Zindel Gesamtleiter der JFA, 1933 Prokurist und Konstruktionsdirektor und 1942 Wehrwirtschaftsführer. Unter seiner Leitung als Chefkonstrukteur kam es zu sehr vielen Neuentwicklungen, die dem deutschen Flugzeugbau entscheidende Impulse verliehen. Die Junkers Flugzeug- und Motorenwerke dominierten die Entwicklung der deutschen Luftfahrt in den folgenden Jahren, sowohl hinsichtlich der Flugleistungen, als auch der technischen Entwicklung.

## Veröffentlichungen
- Ernst Zindel: Die Geschichte und Entwicklung des Junkers Flugzeugbau von 1910 bis 1945. Deutsche Gesellschaft für Luft- und Raumfahrt, Köln 1979.
- Ernst Zindel et al.: Pioniere der Luftfahrt: Hugo Junkers, Ferdinand Ferber, Adolf Rohrbach. Deutsche Gesellschaft für Luft- und Raumfahrt, Köln 1974.